# Triuirebheinn
Triuirebheinn är ett berg i Storbritannien.   Det ligger i kommunen Yttre Hebriderna och riksdelen Skottland, i den nordvästra delen av landet, 800 km nordväst om huvudstaden London. Toppen på Triuirebheinn är 357 meter över havet. Triuirebheinn ligger på ön South Uist.